# Kédange-sur-Canner
Kédange-sur-Canner là một xã trong vùng Grand Est, thuộc tỉnh Moselle, quận Thionville-Est, tổng Metzervisse. Tọa độ địa lý của xã là 49° 18' vĩ độ bắc, 06° 20' kinh độ đông. Kédange-sur-Canner nằm trên độ cao trung bình là 210 mét trên mực nước biển, có điểm thấp nhất là 177 mét và điểm cao nhất là 298 mét. Xã có diện tích 3,91 km², dân số vào thời điểm 2004 là 1122 người; mật độ dân số là 287,7 người/km². Xã nằm khoảng 14 km về phía đông nam của Thionville.

## Thông tin nhân khẩu
| 1962 | 1968 | 1975 | 1982  | 1990  | 1999  |
| ---- | ---- | ---- | ----- | ----- | ----- |
| 779  | 797  | 912  | 1 124 | 1 078 | 1 036 |